# 科帕卡瓦納砲台

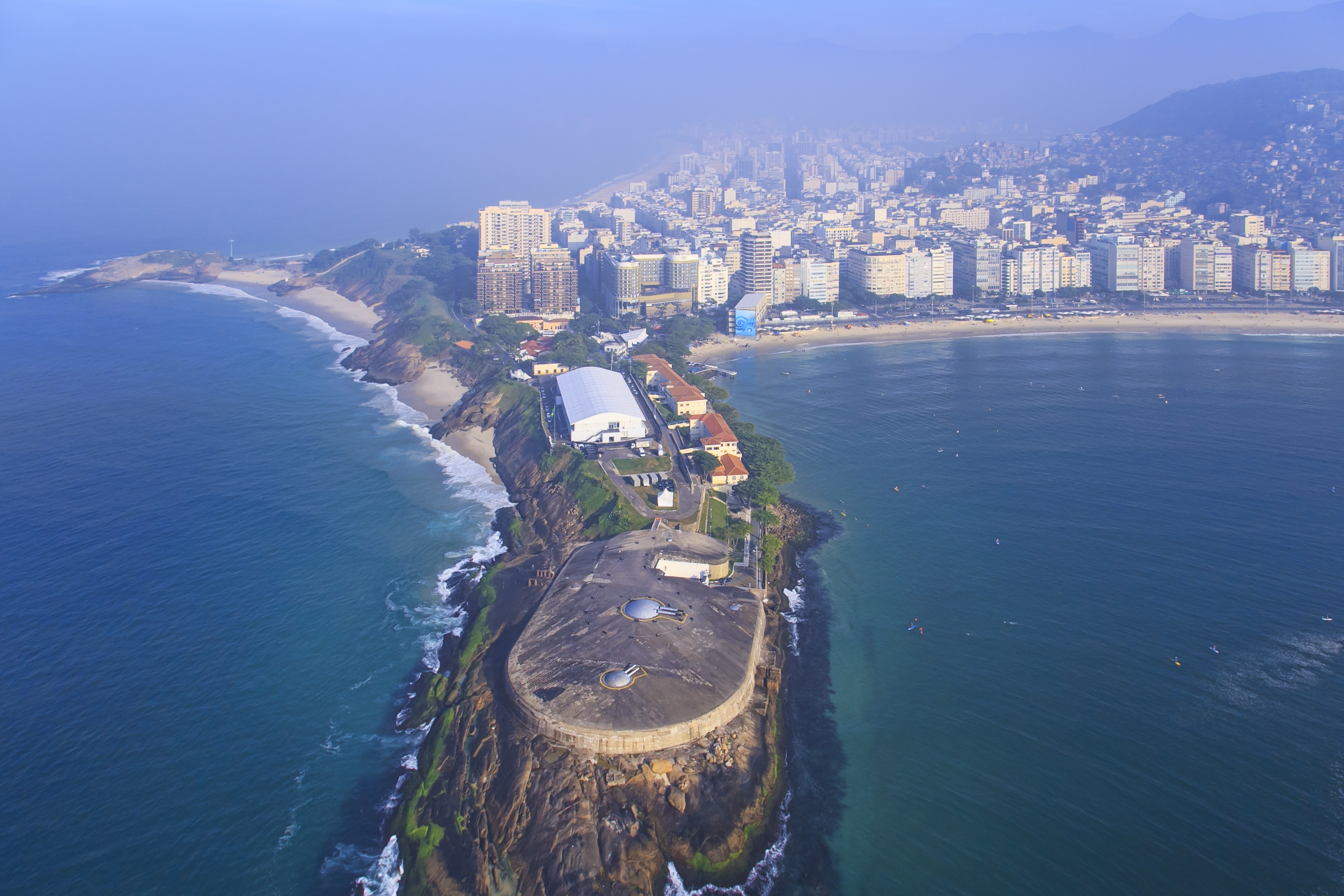
科帕卡瓦納砲台的空拍圖

科帕卡瓦納砲台（英語：Fort Copacabana）是一個位於巴西里約熱內盧科帕卡瓦納南邊沙灘的軍事基地。目前已於此設立軍事歷史博物館，開放大眾參觀。

## 2016年夏季奧林匹克運動會
此處是2016年夏季奧林匹克運動會和2016年夏季帕拉林匹克運動會的比賽場館。包含奧運會的馬拉松游泳、鐵人三項賽事與自由車公路賽起終點，以及帕運會的鐵人三項賽事和田徑馬拉松起終點皆於此處。

## 開放時間
- 博物館：

早上10點至傍晚6點
砲台：
早上10點至晚上8點

## 外部連結
- 官方網站 （页面存档备份，存于） （葡萄牙文）
- Copacabana Fort Travel Guide （页面存档备份，存于）

22°59′12″S 43°11′16″W / 22.986763°S 43.187674°W